# Yasmin Sabra
Yasmin Sabra es una deportista egipcia que compitió en judo. Ganó dos medallas de bronce en el Campeonato Africano de Judo, en los años 2001 y 2002.

## Palmarés internacional
| Campeonato Africano | Campeonato Africano | Campeonato Africano | Campeonato Africano |
| Año                 | Lugar               | Medalla             | Categoría           |
| ------------------- | ------------------- | ------------------- | ------------------- |
| 2001                | Trípoli (Libia)     | Medalla de bronce   | –63 kg              |
| 2002                | El Cairo (Egipto)   | Medalla de bronce   | –63 kg              |